# Sans Atout, la vengeance de la mouche
Sans Atout, la vengeance de la mouche est un roman policier pour la jeunesse de Boileau-Narcejac, publié en 1990. C'est le huitième et dernier roman de la série consacrée aux aventures de Sans-Atout.